# Fontaine de Neptune (Madrid)
Pour les articles homonymes, voir Fontaine de Neptune.
La fontaine de Neptune (en espagnol, Fuente de Neptuno) est un monument de la ville de Madrid, en Espagne.

## Situation
Située dans l'arrondissement du Centre, la fontaine occupe le centre de la place Cánovas-del-Castillo. 

## Histoire

### Contexte historique
Dans la deuxième moitié du XVIIIe siècle, le roi Charles III entreprend une série de réformes, parmi lesquelles figure la modernisation de la capitale pour la mettre au niveau des autres grandes villes européennes telles que Saint-Pétersbourg ou Paris. Ce plan inclut la création de monuments emblématiques, tels que les fontaines de Neptune et de Cybèle ou la porte d'Alcalá.
Les deux fontaines sont conçues dans le cadre de l'embellissement du Paseo del Prado selon un programme artistique inspiré de la mythologie gréco-romaine.

### Construction
Le projet de la fontaine, basé sur des ébauches en bois réalisées par Miguel Ximénez, est dessiné en 1777 par l'architecte Ventura Rodríguez, également auteur de la fontaine de Cybèle. Le dessin original de l'œuvre est conservé au Musée municipal de Madrid depuis 1926.
Réalisée en marbre blanc provenant de Montesclaros, l'œuvre sculpturale est commandée à Juan Pascual de Mena (es), qui l'a commence en 1782. Mais il meurt deux ans plus tard, n'ayant achevé que la figure de Neptune, par ailleurs réalisée en s'éloignant de l'idée de Ventura Rodríguez pour se rapprocher de l'Hercule Farnèse. Les autres sculptures du monument sont réalisées par José Arias, disciple de Mena, ainsi que par José Rodríguez, Pablo de la Cerda et José Guerra. 
Achevée en 1786, la fontaine est alors édifiée sur le cours des Récollets, au niveau de la rue Saint-Jérôme.